# منیر سیت
منیر سیت (انگلیسی: Muneer Sait؛ زادهٔ ۲۷ مهٔ ۱۹۴۰) بازیکن هاکی روی چمن اهل راج بریتانیا است.